# Royal Zoological Society of Scotland
Le Royal Zoological Society of Scotland est une association scientifique d'Écosse. Elle est fondée par un avocat d'Édimbourg, Thomas Hailing Gillespie, en 1909. En 1913, un terrain assez important est offert à la Society par l'Edinburgh Town Council à Corstorphine Hill, à Édimbourg. Ce site est devenu le zoo d'Édimbourg.
L'objectif original de la société est de :

« Promouvoir, faciliter et encourager l'étude de la zoologie et les sujets liés et de développer l'intérêt du public pour les animaux et leur connaissance. »

En 1986, la société acquiert également le Highland Wildlife Park.